# Scotland the Brave
Scotland the Brave (гэльск. Alba an Aigh) - патриотическая песня народа Шотландии; претендует на звание неофициального гимна Шотландии.
В июне 2006 года песня заняла второе место в онлайновом голосовании, с более чем 10 тыс., в котором определялся неофициальный национальный гимн. Официально Шотландия не имеет собственного гимна. Эта песня представляет Шотландию на Играх Содружества.
Также Scotland the Brave является официальным маршем, играемым на великих хайлендских волынках и барабанах Британскоколумбийским драгунским полком, и также играются на пятничных парадах во время прохождения торжественным маршем учащихся и персонала американского военного колледжа The Citadel.
В 2006 году эта мелодия была принята в качестве официального полкового быстрого марша Королевским полком Шотландии.
Scotland the Brave разрослась до размеров национального шоу, которое в 2007 году провело гастроли в Австралии, Новой Зеландии и Канаде. Шоу включает в себя специально подобранную шотландскую музыку, песни и танцы, и насчитывает около 100 человек участников.

## Слова песни
Вероятно мелодия гимна возникла примерно в начале XX века, автор ее неизвестен: самая ранняя известная версия песни появилась в 1911 году. Однако же, слова к песне были написаны сравнительно недавно шотландским журналистом Клиффом Хэнли, приблизительно в 1950-х годах, и положены на музыку, как предполагается, кем-то из шотландского клана Бьюкенен.
«Scotland the Brave», автор — Клифф Хэнли (Cliff Hanley)
1-й куплет
Hark when the night is falling 

Hear! Hear the pipes are calling,

Loudly and proudly calling,

Down through the glen.

There where the hills are sleeping,

Now feel the blood a-leaping,

High as the spirits

of the old Highland men.
Припев

Towering in gallant fame,

Scotland my mountain hame,

High may your proud

standard gloriously wave,

Land of my high endeavour,

Land of the shining rivers,

Land of my heart forever,

Scotland the brave.
2-й куплет
High in the misty Highlands,

Out by the purple islands,

Brave are the hearts that beat

Beneath Scottish skies.

Wild are the winds to meet you,

Staunch are the friends that greet you,

Kind as the love that shines

from fair maidens' eyes.
Припев
3-й куплет
Far off in sunlit places,

Sad are the Scottish faces,

Yearning to feel the kiss

Of sweet Scottish rain.

Where tropic skies are beaming,

Love sets the heart a-dreaming,

Longing and dreaming

For the homeland again.
Припев